# Associazione Sportiva Cittadella Padova 2000-2001

## Stagione
Nella stagione 2000-2001 il Cittadella disputa il campionato di Serie B, raccoglie 45 punti con il 14º posto in classifica. Per la squadra granata neopromossa si è trattato del primo campionato cadetto, e l'obiettivo del Cittadella di Ezio Glerean non può essere che il mantenimento della categoria. Ad agosto disputa il turno preliminare della Coppa Italia, inserita nel girone 4, ottiene solo un pareggio ad Ascoli e due sconfitte interne con Salernitana e Cagliari. Lo Stadio Tombolato di Cittadella è in ristrutturazione per adeguarlo alla categoria superiore servono parecchi mesi, quindi la squadra granata gioca le sue gare interne di questa stagione allo Stadio Euganeo di Padova. In campionato invece il Cittadella parte discretamente, senza accusare il cambio di categoria, al giro di boa all'Epifania ha raccolto 24 punti, in una posizione tranquilla, anche il girone di ritorno non determina problemi di classifica pur perdendo qualche posizione, ma ultimando il torneo con 7 punti sopra la zona retrocessione.

## Rosa
| N. |                   | Ruolo | Calciatore         |
| -- | ----------------- | ----- | ------------------ |
| 1  | Italia (bandiera) | P     | Luca Capecchi      |
| 2  | Italia (bandiera) | D     | Davide Zanon       |
| 3  | Italia (bandiera) | D     | Christian Ottofaro |
| 4  | Italia (bandiera) | C     | Giulio Giacomin    |
| 5  | Italia (bandiera) | D     | Paolo Simeoni      |
| 6  | Italia (bandiera) | C     | Achille Mazzoleni  |
| 7  | Italia (bandiera) | C     | Riccardo Rimondini |
| 7  | Italia (bandiera) | C     | Claudio Ferrarese  |
| 8  | Italia (bandiera) | C     | Fabio Filippi      |
| 9  | Italia (bandiera) | C     | Marco Scarpa       |
| 10 | Italia (bandiera) | C     | Andrea Caverzan    |
| 11 | Italia (bandiera) | C     | Alessandro Sturba  |
| 13 | Italia (bandiera) | D     | Andrea Turato      |
| 14 | Italia (bandiera) | A     | Joachim De Gasperi |
| 15 | Italia (bandiera) | C     | Roberto Musso      |
| 17 | Italia (bandiera) | C     | Davide Cordone     |

| N. |                    | Ruolo | Calciatore            |
| -- | ------------------ | ----- | --------------------- |
| 18 | Italia (bandiera)  | D     | Giancarlo Cinetto     |
| 19 | Italia (bandiera)  | A     | Antonio Bernardi      |
| 20 | Italia (bandiera)  | D     | Marco Esposito        |
| 21 | Italia (bandiera)  | C     | Giovanni Martusciello |
| 22 | Italia (bandiera)  | P     | Renato Redaelli       |
| 23 | Italia (bandiera)  | A     | Alessandro De Poli    |
| 24 | Italia (bandiera)  | C     | Gianni Migliorini     |
| 25 | Italia (bandiera)  | C     | Luca Albieri          |
| 26 | Italia (bandiera)  | D     | Alessandro Scarponi   |
| 27 | Italia (bandiera)  | P     | Domenico Bertoncello  |
| 28 | Italia (bandiera)  | C     | Marco Piovanelli      |
| 29 | Romania (bandiera) | A     | Mihai Baicu           |
| 30 | Italia (bandiera)  | A     | Stefano Ghirardello   |
| 34 | Italia (bandiera)  | A     | Luca Riberto          |
| 35 | Italia (bandiera)  | A     | Matteo Baiocchi       |

### Staff tecnico
| Allenatore: | Ezio Glerean |

## Risultati

### Campionato

#### Girone di andata
| Arbitro: | P. Rossi (Ciampino) |

|  |           |                         |
|  | Marcatori | 20’ Caccia 24’ Gautieri |

| Arbitro: | Saccani (Mantova) |

|                          |           |                     |
| Foglio 24’ Valtolina 84’ | Marcatori | 4’ Sturba 58’ Zanon |

| Arbitro: | P. Rossi (Ciampino) |

|                             |           |              |
| Ghirardello 35’, 65’, 90+2’ | Marcatori | 18’ Romualdi |

| Arbitro: | Pirrone (Messina) |

|  |           |           |
|  | Marcatori | 85’ Baicu |

| Arbitro: | Fausti (Milano) |

|            |           |                  |
| Sturba 68’ | Marcatori | 84’ F. Giampaolo |

| Arbitro: | Borriello (Mantova) |

|                              |           |                       |
| B. Corradi 16’ De Cesare 35’ | Marcatori | 38’ Sturba 56’ Scarpa |

| Arbitro: | Soffritti (Ferrara) |

|                         |           |                  |
| Scarpa 47’ Caverzan 53’ | Marcatori | 13’, 20’ Dionigi |

| Arbitro: | Pieri (Genova) |

|              |           |  |
| Bonacina 43’ | Marcatori |  |

| Arbitro: | Gabriele (Frosinone) |

|                        |           |                     |
| Giacomin 69’ Baicu 80’ | Marcatori | 20’ (rig.) Ferrante |

| Arbitro: | Pieri (Genova) |

|                   |           |  |
| Pisano 70’ (rig.) | Marcatori |  |

| Arbitro: | Fausti (Milano) |

|                    |           |                             |
| Mazzoleni 30’, 40’ | Marcatori | 62’ Di Natale 67’ Maccarone |

| Arbitro: | Trefoloni (Siena) |

|                                     |           |                        |
| Caverzan 36’ (rig.) Ghirardello 71’ | Marcatori | 18’ Rocchi 90+2’ Pianu |

| Arbitro: | Treossi (Forlì) |

|                                     |           |  |
| Villa 6’ Grassadonia 40’ Buso 45+4’ | Marcatori |  |

| Arbitro: | Bonfrisco (Monza) |

|                       |           |  |
| Sturba 17’ Scarpa 78’ | Marcatori |  |

| Ravenna 10 dicembre 2000 15ª giornata | Ravenna           | 0 – 0 | Cittadella | Stadio Bruno Benelli\| Arbitro: \| Messina (Bergamo) \| |
| Arbitro:                              | Messina (Bergamo) |       |            |                                                         |

| Arbitro: | P. Rossi (Ciampino) |

|                                |           |                |
| Grieco 11’, 53’ Carparelli 23’ | Marcatori | 65’ De Gasperi |

| Arbitro: | Pirrone (Messina) |

|                     |           |                |
| Caverzan 68’ (rig.) | Marcatori | 10’ Di Michele |

| Arbitro: | Morganti (Ascoli Piceno) |

|                 |           |            |
| Campolonghi 12’ | Marcatori | 51’ Sturba |

| Arbitro: | Castellani (Verona) |

|                                      |           |  |
| Caverzan 82’ (rig.) Martusciello 87’ | Marcatori |  |

#### Girone di ritorno
| Arbitro: | Palmieri (Cosenza) |

|                              |           |  |
| Artico 11’, 31’ Caccia 90+2’ | Marcatori |  |

| Arbitro: | Castellani (Verona) |

|                       |           |                    |
| Turato 33’ Sturba 49’ | Marcatori | 44’ (rig.) Maniero |

| Arbitro: | Fausti (Milano) |

|                                           |           |              |
| Fabris 24’ Borgobello 30’ Grabbi 58’, 65’ | Marcatori | 8’ Mazzoleni |

| Arbitro: | Trefoloni (Siena) |

|                       |           |            |
| Cinetto 58’ Baicu 63’ | Marcatori | 21’ Baiano |

| Arbitro: | Soffritti (Ferrara) |

|                                   |           |  |
| F. Caracciolo 12’ M. Esposito 32’ | Marcatori |  |

| Padova 5 marzo 2001 25ª giornata | Cittadella          | 0 – 0 | Chievo | Stadio Euganeo\| Arbitro: \| Borriello (Mantova) \| |
| Arbitro:                         | Borriello (Mantova) |       |        |                                                     |

| Arbitro: | Soffritti (Ferrara) |

|                             |           |  |
| Luiso 12’ Flachi 67’ (rig.) | Marcatori |  |

| Arbitro: | Pirrone (Messina) |

|  |           |            |
|  | Marcatori | 72’ Florio |

| Arbitro: | Nucini (Bergamo) |

|                        |           |                                   |
| Asta 33’ Artistico 80’ | Marcatori | 17’ Ghirardello 75’ (aut.) Garzya |

| Arbitro: | Pieri (Genova) |

|  |           |              |
|  | Marcatori | 59’ Zampagna |

| Arbitro: | Morganti (Ascoli Piceno) |

|                                 |           |  |
| Marchionni 32’ Zanon 43’ (aut.) | Marcatori |  |

| Arbitro: | Trefoloni (Siena) |

|           |           |                  |
| Pizzi 56’ | Marcatori | 81’, 90+3’ Baicu |

| Arbitro: | Morganti (Ascoli Piceno) |

|                         |           |  |
| Caverzan 37’ Sturba 47’ | Marcatori |  |

| Arbitro: | Palmieri (Cosenza) |

|                         |           |                       |
| Sculli 30’ Fialdini 83’ | Marcatori | 35’ Sturba 89’ Turato |

| Arbitro: | Preschern (Mestre) |

|                   |           |  |
| Ghirardello 45+1’ | Marcatori |  |

| Arbitro: | Bonfrisco (Monza) |

|                 |           |               |
| Ghirardello 29’ | Marcatori | 47’ Francioso |

| Arbitro: | Pirrone (Messina) |

|                               |           |  |
| Di Michele 12’ Bolic 61’, 83’ | Marcatori |  |

| Padova 6 giugno 2001 37ª giornata | Cittadella                | 0 – 0 | Siena | Stadio Euganeo\| Arbitro: \| Dondarini (Finale Emilia) \| |
| Arbitro:                          | Dondarini (Finale Emilia) |       |       |                                                           |

| Arbitro: | Dondarini (Finale Emilia) |

|                |           |                |
| Staffolani 17’ | Marcatori | 21’ De Gasperi |

### Coppa Italia

#### Girone 4 turno preliminare
| Arbitro: | Dondarini (Finale Emilia) |

|             |           |            |
| Fontana 25’ | Marcatori | 63’ Scarpa |

| Arbitro: | Palmieri (Cosenza) |

|  |           |                |
|  | Marcatori | 37’ Di Michele |

| Arbitro: | Cassarà (Palermo) |

|  |           |                             |
|  | Marcatori | 1’, 81’ Cammarata 87’ Suazo |